# Ковтонюк Мар'яна Михайлівна
Ковтонюк Мар'яна Михайлівна (нар. 24 січня 1957, Стовпець Дубенський район Рівненська область, УРСР) — український науковець і педагог, кандидат фізико-математичних наук (1985), доктор педагогічних наук (2014), професор (2021), відмінник освіти України (2017), завідувач кафедри математики та інформатики Вінницького державного педагогічного університету імені Михайла Коцюбинського.

## Життєпис
Мар'яна Михайлівна Ковтонюк закінчила Тернопільську ЗОШ № 14 у 1973 р. Навчалася у Тернопільському державному педагогічному інституті (спеціальність «Математика та фізика»), який закінчила у 1978 р.
Упродовж 1978—1983 рр. навчалася в аспірантурі за спеціальністю 01.01.02 — диференціальні рівняння і математична фізика (Київський державний педагогічний інститут імені М. Горького). Після цього впродовж 1983—1988 рр. працювала асистентом кафедри математики Вінницького державного педагогічного інституту імені М. Островського. У 1985 р. їй присвоєно науковий ступінь кандидата фізико-математичних наук за спеціальністю 01.01.02 — диференціальні рівняння і математична фізика (науковий керівник — доктор фізико-математичних наук, професор Шкіль Микола Іванович. Упродовж 1988—1991 рр. працювала старшим викладачем кафедри математики Вінницького державного педагогічного інституту імені М. Островського. У 1991 р. переведена на посаду доцента тієї ж кафедри. У 1992 р. їй надано вчене звання доцента кафедри математики Вінницького державного педагогічного інституту імені М. Островського. Упродовж 1998—2004 рр. працювала заступником декана з навчальної роботи фізико-математичного факультету Вінницького державного педагогічного університету імені Михайла Коцюбинського. Упродовж 2008—2010 рр. і 2016—до тепер очолює кафедру математики та інформатики Вінницького державного педагогічного університету імені Михайла Коцюбинського. У 2014 р. Мар'яні Михайлівні присвоєно науковий ступінь доктора педагогічних наук за спеціальністю 13.00.04 — теорія і методика професійної освіти (науковий консультант — академік НАПН України, доктор педагогічних наук, професор Гуревич Роман Семенович. А у 2021 р. їй присвоєно вчене звання професора кафедри математики та інформатики.

## Професійна діяльність
М. М. Ковтонюк входила до складу галузевої конкурсної комісії II туру Всеукраїнського конкурсу студентських наукових робіт з математичних наук (2009—2011, 2015—2017 рр.). Мар'яна Михайлівна була головою оргкомітетів круглих столів: «Форсайт розвитку природничо-математичної освіти на Вінниччині та в Україні» (2018 р.), «Форсайт розвитку математичної та інформатичної освіти на Вінниччині та в Україні» (2019, 2020, 2022 рр.). Входила до складу журі II етапу Всеукраїнської студентської олімпіади зі спеціальності «Математика» серед педагогічних університетів, яка проходила на базі ВДПУ (2011—2013 рр.). Була ініціатором проведення і головою оргкомітету Всеукраїнської, а з 2021 р. Міжнародної науково-практичної конференції «Математика та інформатика у вищій школі: виклики сучасності» (проводиться з 2017 року один раз на два роки).
Ковтонюк М. М. входить до складу Науково-методичної підкомісії 014-3 Середня освіта (математика, фізика, інформатика, трудове навчання та технології) сектору вищої освіти Науково-методичної ради МОН України (голова підкомісії з 2019 року).
Вона є членом двох спеціалізованих рад із захисту кандидатських і докторських дисертацій зі спеціальності 13.00.04 «Теорія і методика професійної освіти»: при Вінницькому державному педагогічному університеті імені Михайла Коцюбинського (Д 05.053.11) та Львівському державному університеті безпеки життєдіяльності (К 35.834.03), засновником і головою редакційної колегії науково-популярного альманаху «Математика та інформатика навколо нас» (з 2018 р.), членом редколегії збірника «Актуальні проблеми математики, фізики і технологій», з 2016 року є членом редакційної колегії збірника наукових праць «Сучасні інформаційні технології та інноваційні методики навчання в підготовці фахівців: методологія, теорія, досвід, проблеми» (входить в наукометричну базу Index Copernicus).
Мар'яна Михайлівна є членом проєктної групи проєкту «3D-моделювання і його використання для протезування кінцівок», який є одним з переможців конкурсу «Бюджет громадських ініціатив» Вінницької міської об'єднаної територіальної громади у 2020 році.
Під її керівництвом захищені три кандидатські дисертації (Антонюк Л. В., 2014 р.; Соя О. М., 2016 р.; Клімішина А. Я., 2019 р.) та одна дисертація на здобуття наукового ступеня доктора філософії (Яковишена Л. О., 2021 р.). Підготувала двох переможців Всеукраїнського конкурсу студентських наукових робіт з напряму «Інформатика, обчислювальна техніка та автоматизація» (Комарівський В. і Войтовик С., 2011 р.).
Мар'яна Михайлівна викладає такі дисципліни:
- математичний аналіз;
- функціональний аналіз;
- диференціальні рівняння;
- асимптотичні методи в диференціальних рівняннях;
- методика навчання математики у вищій школі.

## Основні праці
- Ковтонюк М. М. Асимптотичні формули для розв'язків нескінченних систем лінійних диференціальних рівнянь: дис. … кандидата фізико-математичних наук: 01.01.02. Київ, 1985. 120 с.
- Ковтонюк М. М. Теоретичні і методичні основи фундаменталізації загальнопрофесійної підготовки майбутнього вчителя математики: дис. … доктора пед. наук: 13.00.04. Вінниця, 2014. 386 с.[25]
- Ковтонюк М. М. Фундаменталізація професійної підготовки майбутнього вчителя математики — бакалавра: монографія. Вінниця: ТОВ фірма «Планер», 2013. 424 с.[26]
- Ковтонюк М. М., Ясінський В. А., Ковтонюк Г. М. Алгебра та початки аналізу. 10 клас. Харків: Вид.група «Основа», 2005. 224 с. (Б-ка журн. «Математика в школах України», Вип.7(31)).[27]
- Ковтонюк М. М., Ясінський В. А., Бак С. М. Алгебра та початки аналізу. 11 клас. Харків: Вид. група «Основа», 2006. 288 с. (Б-ка журн. «Математика в школах України», Вип.9(45)).[28]
- Ковтонюк М. М., Томусяк А. А. Основи функціонального аналізу. Навчальний посібник для студентів фізико-математичних факультетів педагогічних університетів. Вінниця: ТД «Едельвейс і К», 2011. 574 с. (Гриф МОНМС України, лист від 01.04.2013 р.).
- Ковтонюк М. М. Лекції з математичного аналізу. Інтегральне числення функції однієї змінної. Ряди. Посібник для студентів фізико-математичних факультетів педагогічних університетів. Вінниця: ТОВ "Фірма «Планер», 2013. 289 с. (Гриф МОНМС України, лист № 1/11–15245 від 01.10.2012 р.).

## Нагороди
У 2009 р. нагороджена почесною грамотою МОН України. У 2017 р. нагороджена нагрудним знаком «Відмінник освіти України». У 2019 р. нагороджена нагрудним знаком «Василь Сухомлинський».